# 新沃洛德米里夫卡 (赫梅利尼茨基州)

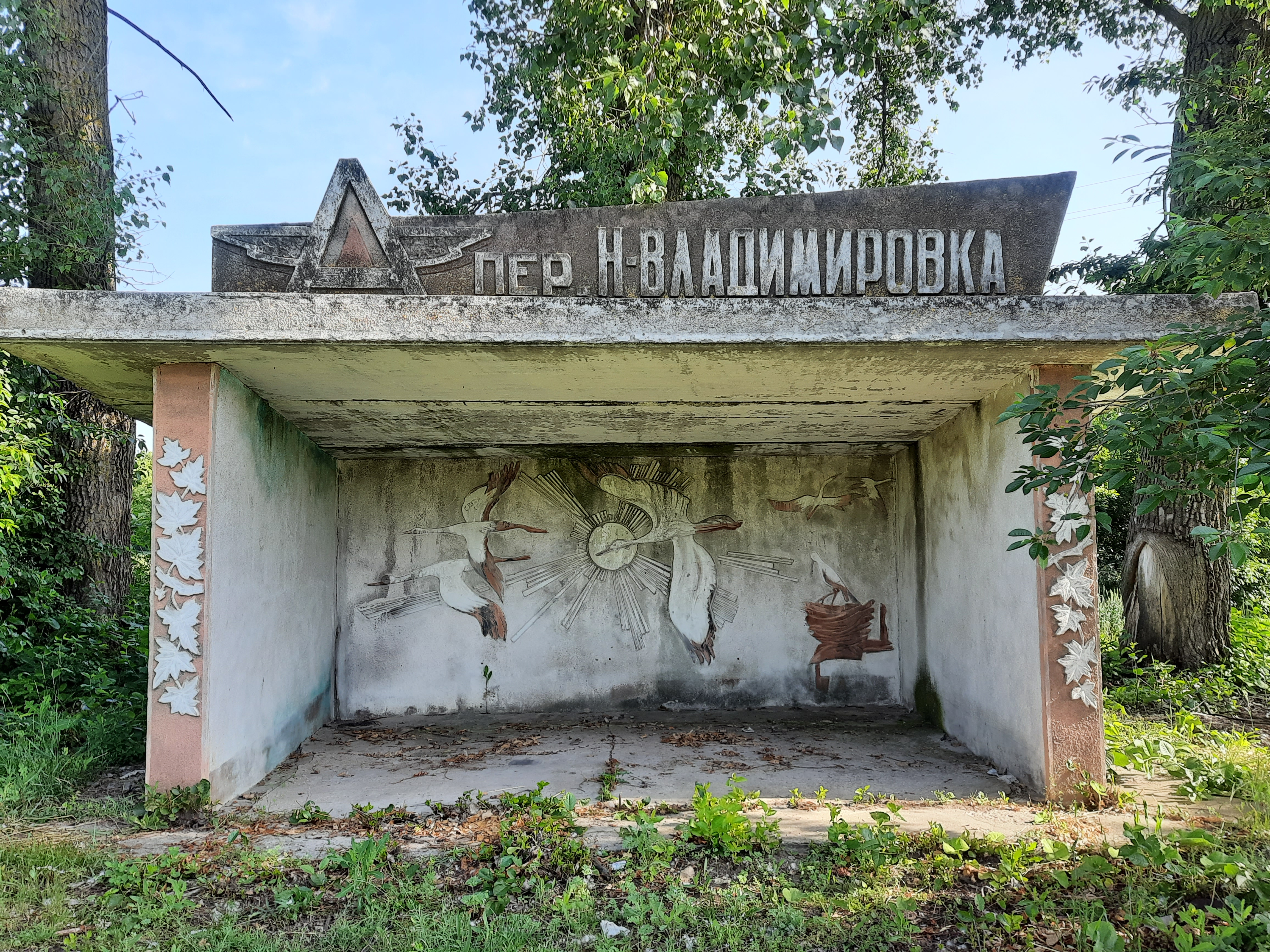
公交车站

48°43′8″N 26°16′48″E / 48.71889°N 26.28000°E
新沃洛德米里夫卡（烏克蘭語：Нововолодимирівка），是烏克蘭的村落，位於該國西部赫梅利尼茨基州，由卡緬涅茨-波多利斯基區奥里宁市镇負責管轄，始建於1930年，面積0.18平方公里，2001年人口50，人口密度每平方公里280.9人。